# Bolboceras birmanicus
Bolboceras birmanicus là một loài bọ cánh cứng trong họ Geotrupidae. Loài này được Lansberge miêu tả khoa học năm 1885.